# Kakor v nebesih, tako na zemlji
Kakor v nebesih, tako na zemlji je slovenski nizko-proračunski fantazijsko komični film iz leta 2007 v režiji in po scenariju Francija Slaka, za katerega je to zadnji film, kajti umrl je oktobra 2007. Emil umre v nesreči in se znajde v nekakšnih socialističnih vicah, kjer dobil priložnost, da si z dobrimi deli reši življenje in se vrne na Zemljo. Film je bil predpremiero predvajan na Grossmannovem festivalu filma in vina leta 2007.

## Igralci
- Jure Ivanušič kot Emil
- Nataša Tič Ralijan
- Milada Kalezić
- Jožica Avbelj
- Jan Slak
- Peter Musevski
- Davor Janjić
- Ludvik Bagari
- Pavle Ravnohrib
- Franci Slak
- pes Luna